# Primera División de Chile 1958
El Campeonato Nacional de Fútbol de la Primera División de 1958 fue el torneo disputado en la 26ª temporada de la máxima categoría del fútbol profesional chileno, con la participación de catorce equipos.
El torneo se jugó en dos rondas con un sistema de todos-contra-todos.
El campeón fue Santiago Wanderers que logró su primer campeonato.

## Tabla final
| Pos | Equipo               | PJ | PG | PE | PP | GF | GC | Dif | Pts |
| --- | -------------------- | -- | -- | -- | -- | -- | -- | --- | --- |
| 1   | Santiago Wanderers   | 26 | 13 | 8  | 5  | 41 | 31 | 10  | 34  |
| 2   | Colo-Colo            | 26 | 13 | 7  | 6  | 62 | 48 | 14  | 33  |
| 3   | Deportes La Serena   | 26 | 14 | 5  | 7  | 54 | 45 | 9   | 33  |
| 4   | Palestino            | 26 | 10 | 11 | 5  | 55 | 43 | 12  | 31  |
| 5   | Universidad de Chile | 26 | 13 | 5  | 8  | 41 | 37 | 4   | 31  |
| 6   | Universidad Católica | 26 | 9  | 9  | 8  | 51 | 47 | 4   | 27  |
| 7   | Ferrobádminton       | 26 | 10 | 4  | 12 | 35 | 34 | 1   | 24  |
| 8   | Everton              | 26 | 11 | 2  | 13 | 50 | 50 | 0   | 24  |
| 9   | O'Higgins            | 26 | 10 | 3  | 13 | 48 | 51 | -3  | 23  |
| 10  | Unión Española       | 26 | 8  | 6  | 12 | 42 | 52 | -10 | 22  |
| 11  | Audax Italiano       | 26 | 8  | 6  | 12 | 42 | 57 | -15 | 22  |
| 12  | Green Cross          | 26 | 8  | 5  | 13 | 50 | 57 | -7  | 21  |
| 13  | Rangers              | 26 | 6  | 9  | 11 | 36 | 42 | -6  | 21  |
| 14  | Magallanes           | 26 | 5  | 8  | 13 | 39 | 52 | -13 | 18  |

PJ=Partidos jugados; PG=Partidos ganados; PE=Partidos empatados; PP=Partidos perdidos; GF=Goles a favor; GC=Goles en contra; Dif=Diferencia de gol; Pts=Puntos
|  | Campeón |

## Campeón
| Chile                        |
| Santiago Wanderers 1º Título |

## Tabla de descenso
El equipo que terminara entre los tres últimos de la tabla anual y obtuviera menos puntaje en el promedio de la suma de los puntos obtenidos en los últimos tres campeonatos descendería a Segunda División.
| Pos | Equipo               | 1956 | 1957 | 1958 | Promedio |
| --- | -------------------- | ---- | ---- | ---- | -------- |
| 1   | Deportes La Serena   | --   | --   | 33   | 33,00    |
| 2   | Colo-Colo            | 38   | 25   | 33   | 32,00    |
| 3   | Santiago Wanderers   | 33   | 27   | 34   | 31,33    |
| 4   | Palestino            | 25   | 28   | 31   | 28,00    |
| 5   | Universidad de Chile | 21   | 31   | 31   | 27,67    |
| 6   | Audax Italiano       | 26   | 34   | 22   | 27,33    |
| 7   | Rangers              | 31   | 26   | 21   | 26,00    |
| 7   | Unión Española       | 30   | 26   | 22   | 26,00    |
| 9   | Everton              | 27   | 26   | 24   | 25,67    |
| 10  | Magallanes           | 29   | 25   | 18   | 24,00    |
| 10  | Universidad Católica | --   | 21   | 27   | 24,00    |
| 12  | O'Higgins            | 26   | 21   | 23   | 23,33    |
| 13  | Green Cross          | 23   | 23   | 21   | 22,33    |
| 14  | Ferrobádminton       | 19   | 21   | 24   | 21,33    |

|  | Entre los tres últimos de la tabla anual                                             |
|  | Peor promedio entre los tres últimos de la tabla anual, Desciende a Segunda División |